# Campoli (Caulonia)
Campoli Cerasara e Campoli Rupetti sono due frazioni del comune di Caulonia in provincia di Reggio Calabria, chiamate genericamente Campoli.
Distano mediamente 8,15 km dal comune.

## Geografia
Gli abitati di Campoli Cerasara, Rupetti e Sambucato si trovano in una vallata chiusa dai torrenti Pietrogianello e Angri di Campoli, affluenti della fiumara Precariti.

## Storia

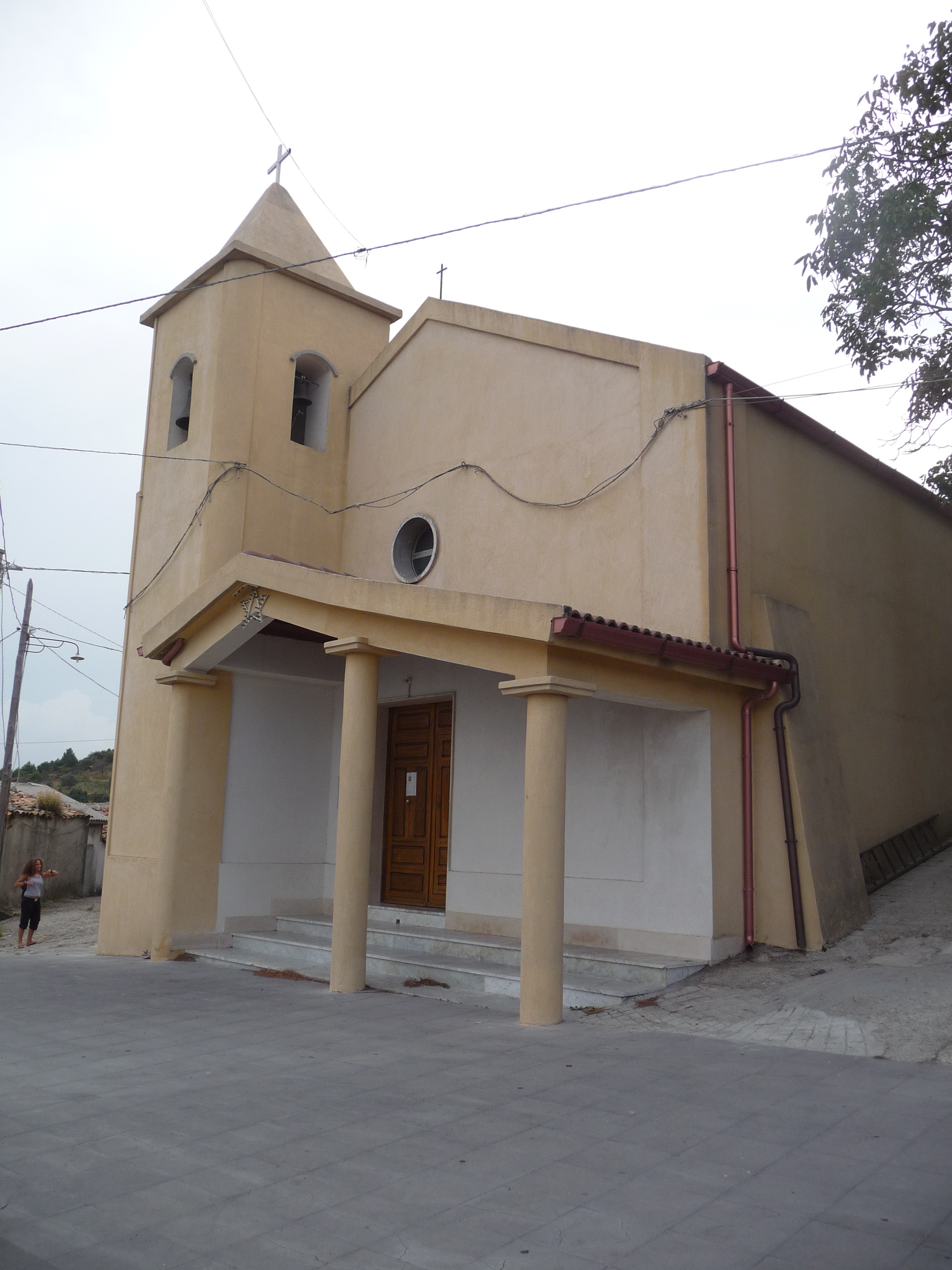
Chiesa di Santa Maria del Buon Consiglio a Campoli Cerasara

Dopo il 1520 le miniere di Pazzano quasi abbandonate fornivano il poco materiale alle ferriere della zona tra cui quella di Campoli .
Nel 1775 nasce la parrocchia di Santa Maria del Buon Consiglio  che verrà civilmente riconosciuto solo nel 1987 con D.M. del 12.1.1987.
Nella seconda metà del '900 la frazione vede progressivamente svuotarsi insieme a molti altri paesi del Sud Italia divenendo uno dei tanti luoghi da cui si migra.

## Feste
- Festa di Maria Madre del Buon Consiglio - fine luglio